# Jason Marsden
Jason Christopher Marsden (Providence, 3 gennaio 1975) è un attore e doppiatore statunitense.

## Biografia
Figlio di Linda (ex modella) e Myles Marsden (ballerino), Jason Marsden inizia la sua carriera di attore e doppiatore a 10 anni. 
Tra il 1988 e il 1991, è nel cast fisso della serie televisiva I mostri vent'anni dopo (The Munsters Today), remake della serie classica degli anni sessanta I mostri (The Munsters, 1964-1966), concorrente e rivale della serie La famiglia Addams (The Addams Family, 1964), entrambe girate in bianco e nero e con protagonista una famiglia bizzarra e macabra. Nella serie vi interpreta il ruolo del piccolo Eddie Munster, già interpretato da Butch Patrick nella serie originale, il figlio della vampira Lily e del mostro di Frankenstein Herman Munster.

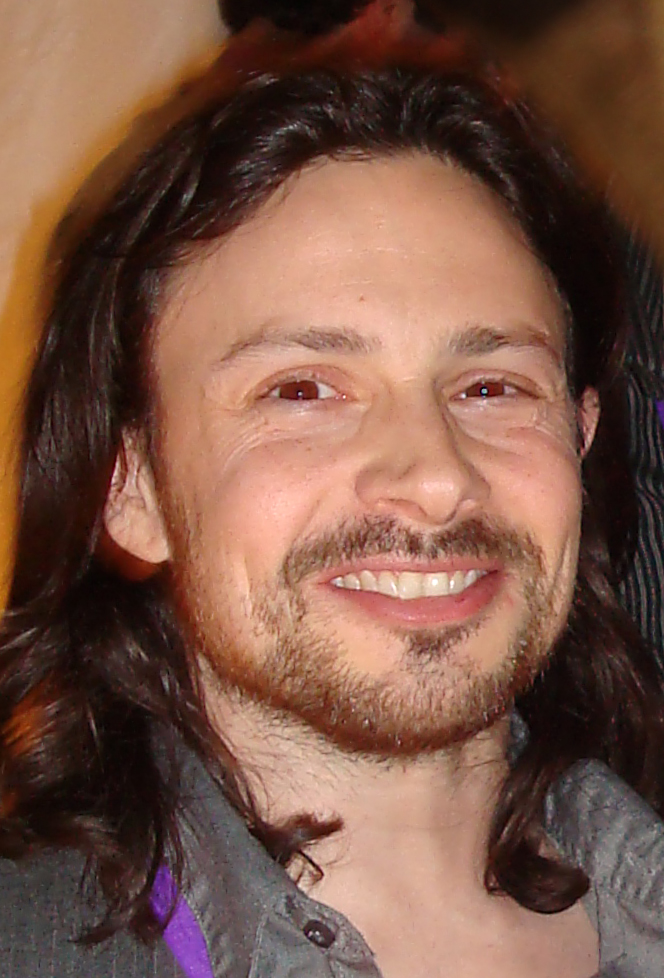
Marsden nel 2008

Tra i suoi doppiaggi, vi è quello di Max Goof (figlio di Pippo) doppiato nella serie animata Ecco Pippo! e nei film da essa tratti (In viaggio con Pippo e Estremamente Pippo)  e Kovu in  Il re leone II - Il regno di Simba e nella serie del 2017 The Lion Guard.

## Vita privata
Nel 2004 si è sposato con la produttrice Christy Hicks, da cui ha avuto un figlio, nato il 10 febbraio 2010. Nel 2020 hanno divorziato dopo sedici anni di matrimonio. Marsden vive a Nashville, Tennessee e Los Angeles, California.
Nel 2005, Marsden e Hicks hanno aperto uno studio di yoga a Burbank, in California, intitolato "Yoga Blend", che si è trasferito in una sede più grande nel 2007. Nel marzo 2020, "Yoga Blend" è stato chiuso a causa della pandemia di COVID-19 e chiuso definitivamente il 30 dicembre 2020 a causa di problemi finanziari.
Nel 2020, Marsden ha rivelato di avere una fidanzata durante un'intervista per una serie su YouTube.
Non ha nessun grado di parentela con l'attore James Marsden.

## Filmografia parziale

### Attore

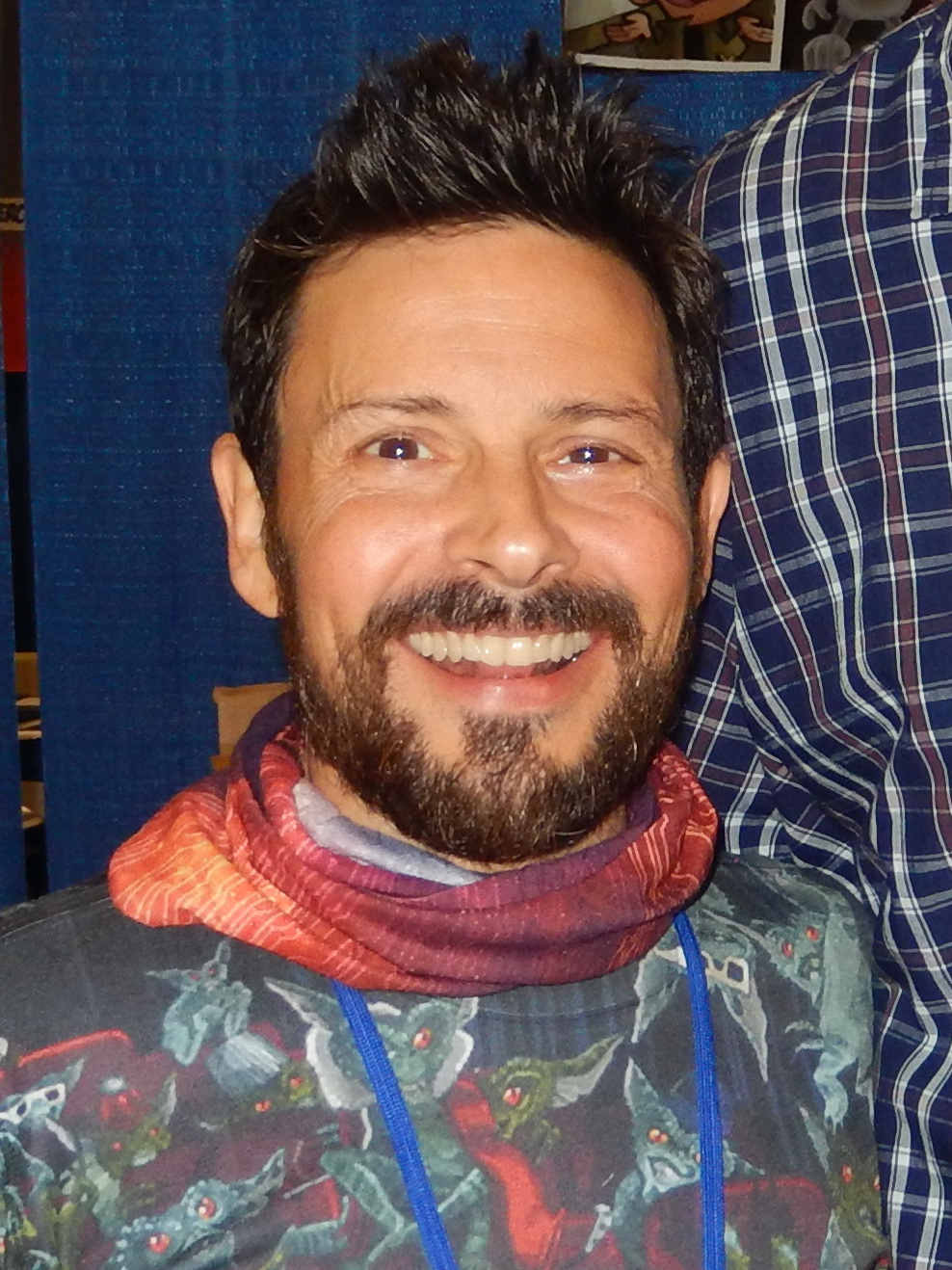
Marsden nel 2018

#### Cinema
- Un angelo da quattro soldi (Almost an Angel), regia di John Cornell (1990)
- Mr. sabato sera (Mr. Saturday Night), regia di Billy Crystal (1992)
- L'Albatross - Oltre la tempesta (White Squall), regia di Ridley Scott (1996)
- Safe Sex - Tutto in una notte (Trojan War), regia di George Huang (1997)
- Il mostro oltre lo schermo (How to Make a Monster), regia di George Huang (2001)
- Dick & Jane - Operazione furto (Fun with Dick and Jane), regia di Dean Parisot (2005)

#### Televisione
- I mostri vent'anni dopo (The Munsters Today) - serie TV, 73 episodi (1988-1991) - Eddie Munster
- Star Trek: Deep Space Nine - serie TV, episodio 4x16 (1996)
- Will & Grace - serie TV, episodio 5x05 (2002)
- Due fantagenitori (The Fairly OddParents) - serie TV, episodio 4x14 (2002-2011)
- Supereroi per caso: Le disavventure di Batman e Robin (Return to the Batcave: The Misadventures of Adam and Burt), regia di Paul A. Kaufman - film TV (2003)

### Doppiatore

#### Cinema
- Hocus Pocus (1993)
- In viaggio con Pippo (A Goofy Movie), regia di Kevin Lima (1995)
- Estremamente Pippo (An Extremely Goofy Movie), regia di Douglas McCarthy (2000)
- La città incantata (Sen to Chihiro no kamikakushi) (2001) - voce nella versione in lingua inglese
- Monsters University, regia di Dan Scanlon (2013)

#### Televisione
- I nostri eroi alla riscossa (Cartoon All-Stars to the Rescue) - cortometraggio TV (1990)
- Marsupilami - serie animata, 8 episodi (1993)
- Annibale e Cannibale - serie animata, 8 episodi (1995)
- Il re leone II - Il regno di Simba (The Lion King II: Simba's Pride), regia di Darrell Rooney e Rob LaDuca (1998)
- Batman of the Future - serie animata, episodio 2x08 (1999)
- House of Mouse - Il Topoclub - serie animata, 8 episodi (2001-2002)
- Due fantagenitori - serie animata, 41 episodi (2001-2011)
- Kim Possible - serie animata, 6 episodi (2004-2007)
- Clarence - serie animata, 1 episodio (2014)
- The Lion Guard - serie animata, 2 episodi (2016)

#### Videogiochi
- Star Wards: The Old Republic, regia di James Ohlen e Hez Chorba (2011)
- Final Fantasy XIII-2 (2012)

## Doppiatori italiani
Nelle versioni in italiano delle opere in cui ha recitato, Jason Marsden è stato doppiato da: 
- Giorgio Borghetti in Mr. sabato sera
- Marcello Cortese in Safe Sex - Tutto in una notte
- Oreste Baldini in Dick & Jane - Operazione furto
- Felice Invernici in Supereroi per caso: Le disavventure di Batman e Robin

Da doppiatore è sostituito da:
- Simone Crisari ne In viaggio con Pippo, Estremamente Pippo, House of Mouse - Il Topoclub
- Francesco Pannofino in Annibale e Cannibale, Marsupilami
- Patrizio Prata in W.I.T.C.H.
- Fabrizio Vidale ne I nostri eroi alla riscossa
- Edoardo Nevola in Hocus Pocus
- Alessandro Quarta ne Il re leone II - Il regno di Simba